# Алисо
Алисо — вулкан. Располагается в провинции Напо, Эквадор.
Алисо — стратовулкан, высотой 4267 метров. Находится к востоку от вулкана Антисана. Алисо один из вулканов Эквадора, который недавно обнаружен геологами на восточной оконечности хребта Кордильера-Реаль. Сам вулкан и окружающая местность сложены андезитами, риолитами, дацитами.
Рядом с вулканом располагаются молодые андезитовые вулканические купола, которые возвышаются над городом Баэса. Вулкан начал извергался в эпоху плейстоцена, а закончил свою деятельность в современный период. Анализ пемзы и лапиллий показал, что последний раз вулкан извергался в период 4 000 — 2 000 лет назад.
Вулкан располагается в труднопроходимой местности и его окружают джунгли.